# Pearl (canción de Katy Perry)
«Pearl» es una canción de la cantante y compositora estadounidense Katy Perry, tomada de su tercer álbum de estudio, Teenage Dream.

## Antecedentes
La canción fue escrita por Perry, Christopher Stewart y Greg Wells; Perry y Wells también dirigieron la producción e instrumentación. Musicalmente, «Pearl» es una balada electro-rock, que también se utiliza en gran medida el trance y la música electrónica. Líricamente, la canción muestra un lado vulnerable de Katy Perry, como canta acerca de la violencia de pareja. Perry comentó que fue la última canción en ser escrita para el álbum, cuando el mismo estaba casi completo.
Tras el lanzamiento de Teenage Dream en Corea del Sur, «Pearl» debutó en el número 150 en el Gaon Chart a pesar de no ser un sencillo.

## Interpretaciones en directo

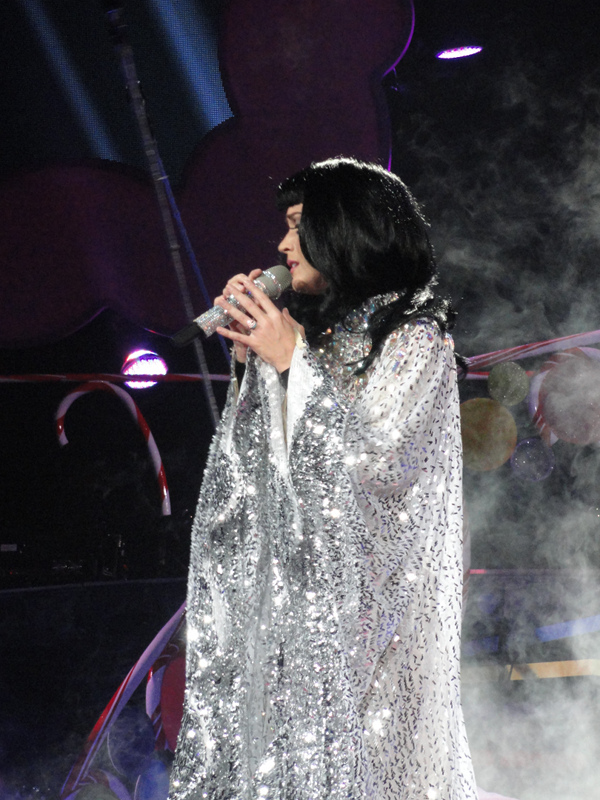
Perry cantando «Pearl» en el California Dreams Tour

Perry incluyó la canción en el repertorio de su gira mundial California Dreams Tour en 2011 como parte final del acto "Dark Side Of Candyfornia", acompañada de dos coristas y luciendo un vestido de perlas. Luego de la finalización de la gira, Perry retiró a «Pearl» en su repertorio regular. 
El 25 de abril de 2025, el público de Ciudad de México eligió esta canción en la sección "Choose Your Own Adventure" de la gira The Lifetimes Tour; Perry interpretó una emotiva versión acústica de la pieza, marcando su primera vez en vivo desde el 2011. A pedido del público, Perry volvió a interpretar la canción la noche siguiente. «Pearl» es una de las tres opciones de la era Teenage Dream para esta sección, junto con «Not Like The Movies» y «The One That Got Away».

## Referecencias
1. ↑  Vena, Jocelyn (23 de agosto de 2010). «Katy Perry Says 'Pearl' Is Her Album's Crowning Jewel». MTV News. Viacom Media Networks. Archivado desde el original el 7 de noviembre de 2012. Consultado el 28 de octubre de 2012. (en inglés)
2. ↑  McGahan, Michelle (26 de abril de 2025). «Katy Perry Cries Onstage in Powerful Moment After Space Flight Backlash». Parade on MSN (en inglés estadounidense). Consultado el 27 de abril de 2025.
3. ↑  «Estas son las canciones que Katy Perry ha agregado a sus shows en su gira "The Lifetimes Tour"». Los 40. 28 de abril de 2025. Consultado el 29 de abril de 2025.